# Богољуб Шијаковић
Богољуб Шијаковић (Никшић, 6. август 1955) је некадашњи црногорски и садашњи српски политичар, православни теолог и филозоф и бивши министар вера у Влади Мирка Цветковића. Оснивач је и Народне странке и Демократске странке.

## Биографија
Рођен је 6. августа 1955. године у Никшићу. Дипломирао је и магистрирао филозофију на Филозофском факултету у Београду, а докторску тезу из филозофије одбранио је 1989. године на Филозофском факултету у Сарајеву. Редовни је професор на Православном богословском факултету Универзитета у Београду на предметима из области филозофије.
Каријеру је отпочео деведесетих година као оснивач обновљене Народне странке 1990. године, која је била у суштини антикомунистичка и жељела поништити насљеђе комунизма и обновити, учврстити и очувати српски национални идентитет Црногораца, под лидерством Новака Килибарде. У намјери обнављања старих забрањених странака, Богољуб Шијаковић је 1989. године учествовао и у обнављању Демократске странке под вођством Драгољуба Мићуновића, али је одбио да се дубље политички ангажује и у ДС-у и у НС-у. Имао је идеју обједињења у форми Народне демократске странке која није наишла на већу подршку. У ДС-у је током деведесетих година био близак сарадника академика Љубомира Тадића.
Одржавао је добре односе са Митрополијом црногорско-приморском и познат је по својој кампањи против самозване Црногорске православне цркве. Године 2000. након што је Српска народна странка (насталој иницијативом Божидара Бојовића) Желидрага Никчевића, национално тврда струја настала из НС-а успјела прећи цензус на савезним изборима за Савезну скупштину СРЈ, СНС га именује као нестраначку личност за савезног министра в(j)ера у коалицији са Демократском опозицијом Србије. Предсједник СРЈ Војислав Коштуница и лидер Демократске странке Србије га је као познавалац подржао, а од Ђинђићеве ДС је имао као оснивач зелено свјетло за министровање, у савезној влади Зорана Жижића (из Социјалистичке народне партије Црне Горе) који га је посебно прихватио као нестраначку личност. Када је 2001. године дошло до реструктурисања владе стварањем нове савезне владе под Драгишом Пешићем (такође СНП ЦГ), напустио је министарско мјесто и постао само савезни секретар за в(ј)ере. Политичку позицију изгубио је након потписивања Београдског споразума између српских и црногорских власти и реструктурисања Савезне Републике Југославије у форму државне заједнице између Србије и Црне Горе 2003. године, када је у савезну владајућу већину ушла црногорска власт под вођством ДПС ЦГ-а, а дотадашњи црногорски коалициони партнери прешли у опозицију.
Приликом коначног спровођења дуго одлаганог пописа становништва у Републици Црној Гори 2003. године, активни је био подржавалац да се становништво изјасни Србима, учествујући у Будви на скупу Српски народ у Црној Гори. Као велики ројалиста, члан је Крунског савјета принца Александра Карађорђевића. Године 2006. био је кандидат за чланство у Српској академији наука и уметности, за шта је одбијен. Године 2008. напушта своје везе са ДСС-ом и приближава се ДС-у, постајући министар вера у српској влади Мирка Цветковића, такође нестраначке личности. Вјероватно из личног опредјељења у прошлости, као министар вера одбио је регистрацију ЦПЦ као вјерске заједнице у Србији 2009. године, одлука коју је Уставни суд Републике Србије поништио.
Ожењен је, отац двоје деце.

## Књиге
- Mythos, physis, psyche : Огледање у предсократовској "онтологији" и "психологији" (1991)
- Зоон политикон: Примјери из личне легитимације (1994)
- Хермесова крила (1994)
- Amicus Hermes : Aufsätze zur Hermeneutik der griechischen Philosophie (1996)
- Историја, Одговорност, Светост (1997)
- Критика балканистичког дискурса (2000, 2001, 2009, 2012)
- Bibliographia praesocratica (2001, 2003)
- Between God and Man (2002)
- Пред лицем Другог (2002)
- A Critique of Balkanistic Discourse (2004)
- Огледање у контексту (2009, 2011)
- La critique du discours balkanistique (2010)
- Универзитет и српска теологија (2010, 2014)
- Брига за Жртву (2011)
- Библиографија часописа „Луча“ (1984-2005) (2011)
- Мит и философија (2012)
- О патњи и памћењу (2012)
- Историја : Насиље : Теорија (2012)
- Присутност трансценденције (2013)
- The Presence of Transcendence (2013)
- University and Serbian Theology (2014)
- Критика балканистического дискурса (2015)
- Велики рат, Видовданска етика, Памћење (2015)
- Отпор забораву (2016)
- Црква, право, идентитет (2019)
- Светосавље и филозофија живота : Скица за актуелизацију међуратне расправе о идеји светосавља (Retractatio) (2019)